# 天堂瓜馥木
天堂瓜馥木（学名：Fissistigma tientangense）是番荔枝科瓜馥木属的植物，为中国的特有植物。分布于中国大陆的广西等地，一般生于山谷林中，目前尚未由人工引种栽培。